# Ruellia angustiflora
Ruellia angustiflora là một loài thực vật có hoa trong họ Ô rô. Loài này được (Nees) Lindau ex Rambo miêu tả khoa học đầu tiên năm 1964.